# Morell dorsiblanc
El morell dorsiblanc (Aythya valisineria) és un ocell de la família dels anàtids (Anatidae) que cria en aiguamolls, estanys, llacs i rius des del centre d'Alaska fins a la meitat nord-occidental dels Estats Units. En hivern migren cap al sud, habitant llacs, rius i badies costaneres a la llarga d'ambdues costes dels Estats Units i gran part de Mèxic.